# Oraovica (Preševo)
Oraovica / Rahovicë (Servisch:  Ораовица) is een plaats in de Servische gemeente Preševo. De plaats telt 3374 inwoners (2002).